# Martin Lawrence
Martin Fitzgerald Lawrence (ur. 16 kwietnia 1965 we Frankfurcie nad Menem) – amerykański aktor, komik, scenarzysta, reżyser i producent filmowy.

## Życiorys
Urodził się we Frankfurcie nad Menem, w zachodnich Niemczech, w bazie wojskowej, jako czwarte z sześciorga dzieci Chlory (z domu Bailey) i Johna Lawrence’a. Jego ojciec służył w tym czasie w United States Army. Lawrence został nazwany na cześć lidera praw obywatelskich Martina Luthera Kinga Jr. i prezydenta USA Johna F. Kennedy’ego. Kiedy Lawrence miał siedem lat, jego ojciec opuścił wojsko, a rodzina przeniosła się z Niemiec z powrotem do Stanów Zjednoczonych, osiedlając się w Landover w stanie Maryland. Po rozwodzie rodziców w 1973, Lawrence rzadko widywał ojca, który pracował jako funkcjonariusz policji. Jego matka, aby utrzymać rodzinę, pracowała na różnych stanowiskach, w tym jako przedstawiciel handlowy i kasjer w różnych domach towarowych.
Uczęszczał do Eleanor Roosevelt High School w Greenbelt, a także do Friendly High School i Fairmont Heights High School w Fort Washington. W młodości Lawrence wyróżniał się w boksie zdobywając Golden Gloves. Uczył się aktorstwa w Thomas G. Pullen School of Creative and Performing Arts.
Po raz pierwszy wystąpił w telewizji w programie Star Search. W 1985 otrzymał rolę w serialu What's Happening Now!. W 1989 zaczął prowadzić program Def Comedy Jam dla telewizji kablowej HBO. W 1990 zagrał w pierwszym filmie z serii House Party. Telewizja Fox zaproponowała mu własny sitcom – Martin (konkurencję dla Bajeru w Bel-Air z Willem Smithem). W 1996 rola ta przyniosła komikowi nagrodę Image Award.
7 stycznia 1995 roku poślubił byłą miss stanu Virginia i pierwszą wicemiss Stanów Zjednoczonych, Patricię Southall, z którą ma córkę Jasmin (ur. 15 stycznia 1996). Następnego roku 17 września rozwiedli się. W 2010 poślubił Shamickę Gibbs, z którą ma dwie córki: Iyannę Faith (ur. 9 listopada 2000) i Amarę Trinity (ur. 20 sierpnia 2002). W kwietniu 2012 złożył pozew o rozwód. Aktualnie jest w związku z Robertą Moradfar, z którą jest zaręczony.
W 1996 skazany na 2 lata w zawieszeniu, rok później przemycał broń. Leczył się psychiatrycznie i zażywał leki psychotropowe; przebywał też w klinice odwykowej.

## Filmografia
- 1989 Rób, co należy (Do the Right Thing)
- 1990 Prywatka (House Party)
- 1991 Prywatka 2 (House Party 2)
- 1991 Świntuszyć po zmroku (Talkin' Dirty After Dark)
- 1992 Bumerang (Boomerang)
- 1994 You So Crazy
- 1995 Bad Boys
- 1995 Nigdy nie mów kocham (A Thin Line Between Love and Hate)
- 1997 Nic do stracenia (Nothing To Lose)
- 1999 Diamentowa afera (Blue Streak)
- 1999 Życie (Life)
- 2000 Agent XXL (Big Momma's House)
- 2001 Czarny rycerz (The Black Knight)
- 2001 Sądny dzień (What's the Worst that Could Happen?)
- 2003 Bad Boys II
- 2003 Parasol bezpieczeństwa (National Security)
- 2005 Kontrola gniewu (Rebound)
- 2006 Agent XXL 2 (Big Momma's House 2)
- 2006 Sezon na misia (Open Season)
- 2007 Gang dzikich wieprzy (Wild Hogs)
- 2008 Witaj w domu panie Jenkins
- 2010 Zgon na pogrzebie (Death at a funeral)
- 2011 Big Momma's House 3 (Agent XXL 3)
- 2014 Braddock & Jackson
- 2020 Bad Boys for Life
- 2022 Naśladowca (Mindcage)
- 2024 Bad Boys: Ride or Die